# Gewog di Hungrel
Il gewog di Hungrel è uno dei dieci raggruppamenti di villaggi del distretto di Paro, nella regione Occidentale, in Bhutan.